# علاء الدين أبو الشامات (مسلسل)
علاء الدين أبو الشامات مسلسل عربي قديم مقتبس عن ألف ليلة وليلة  إنتاج تلفزيون قطر عام 1985 وبطولة: سيار الكواري وجبر الفياض من قطر وحمدي حافظ وإحسان القلعاوي من مصر، وجيانا عيد وهالة شوكت وأحمد عداس من سوريا، ومحمود أبو غريب وزهير النوباني من الأردن، والتفات عزيز من العراق وغيرهم .. ومن إخراج المخرج السوري غسان جبري